# Kaszimovi Kánság

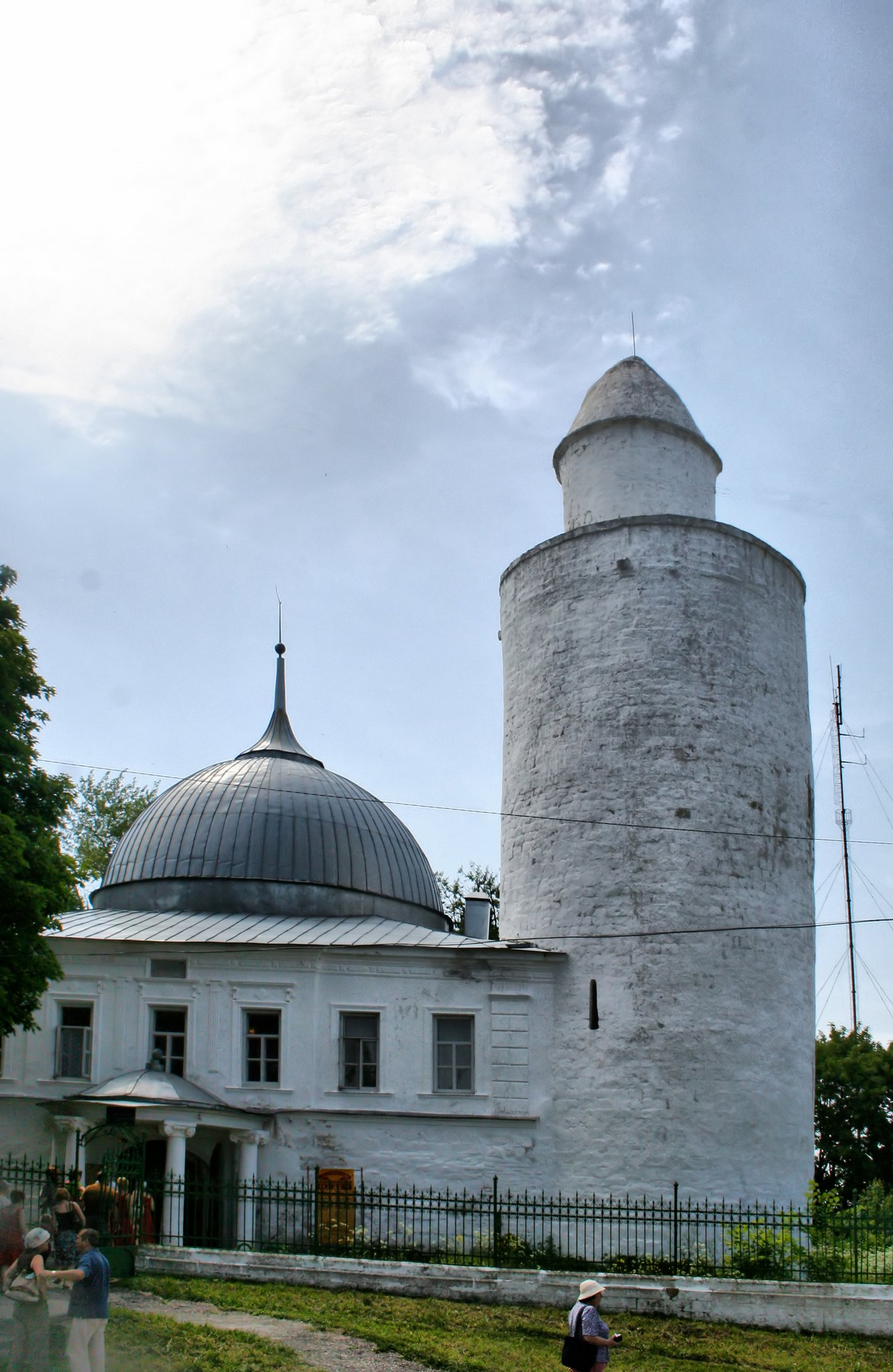
A 15. századból származó minarett Kaszimovban.

A Kaszimovi Kánság vagy Kaszim Kánság (tatár nyelven Касыйм ханлыгы) 1452-ben létrejött és hivatalosan 1681-ig fennállt tatár államalakulat volt, amely a mai Rjazanyi területen létezett, a Volga egyik mellékfolyója, az Oka mentén (pontos határai viszont vitatottak). Székhelye Kaszimov volt. A kánság létrehozása II. Vaszilij moszkvai nagyfejedelemhez köthető, amely bár hivatalosan az Arany Hordához tartozott, de ténylegesen a Moszkvai Nagyfejedelemség vazallusa volt. A kánság első ura és névadója Kaszim volt, aki Olugh Mohammed kánnak, az Arany Horda uralkodójának volt a fia. Neki adományozta Vaszilij a mai Rjazany környékét.

## Előtörténet
A kánság területét korábban finnugor nyelvű törzsek, úgy mint merják, muromák és mordvinok lakták. A föld a Kijevi Rusz, majd a türk nyelvű volgai bolgárok befolyása alá került. A helyi törzsek gyakran fizettek adót a rutén fejedelmeknek. 1152-ben a Vlagyimiri Fejedelemség csatolta magához a területet, ahol I. György fejedelem megalapította Gorogyec városát, a mai Kaszimov elődjét.
A 13. században a mongolok hódították meg, majd az Arany Horda részévé vált és a területre türk népek költöztek, akik felvették az iszlám vallást (a szunnita ágat). Ekkoriban létezett itt egy félig autonóm részfejedelemség, Misar, amely az Arany Horda fennhatósága alatt állt és lakói mordvinok voltak.

## Története

### A kánság kialakulása
1393-ban moszkvaiak foglalták el. 1445-ben a Kazanyi Kánság visszafoglalta az oroszoktól, a győztes szuzdali csata során, Olugh Mohammed kán pedig visszaszolgáltatta a volgai tatároknak és az élére Kaszim nevű fiát állította. Más vélemények szerint Vaszilij fejedelem maga adta vissza a tatároknak és elismerte kánnak Kaszimot, aki pedig hűbérurának ismerte el az Arany Horda mellett a moszkvai nagyfejedelmet is. A Kaszimovi Kánság a továbbiakban ütközőállam szerepét töltötte be a Kazanyi Kánság és Oroszország között. Már az Arany Horda megszűnése előtt erős orosz befolyás érvényesült a kánság felett és külpolitikájában mindvégig a Moszkva által megszabott utat követte.
A kánság fegyveres erői az orosz hadsereg segédcsapatai voltak és harcoltak a kazanyi tatárok ellen. Gyakran sikerült egy-egy kaszimovi kánt a kazanyi trónra ültetni, hogy aztán az orosz érdekeket képviseljen. Kazany elfoglalásánál is jelentős szerep jutott a kaszimovi tatár seregnek. A következő jelentős konfliktus, amelyben a kaszimovi tatárok is részt vettek a livóniai háború volt. A tatár lovasság a a német rendi lovagok (a kardtestvérek) lettországi és észtországi területeit felperzselte, s harcolt a litvánok, a svédek, a lengyelek és Báthory István erdélyi fejedelem ellen is, aki 1571-től lett Lengyelország királya.
A kánság tizenegyedik uralkodója Szajn-Bulát 1574-ben áttért az ortodox keresztény hitre és Szimeon Bekbulatovics néven moszkvai nagyherceg lett (de csak Rettegett Iván bábja volt).
Miután minden más tatár fejedelemséggel (Kazany, Szibéria, Asztrahány) leszámoltak a 17. századra az oroszok, megkezdődött a Kaszimovi Kánság önállóságának megnyirbálása. Egész addig a kánság belügyeit szabadon intézhette, de Szajed Borhán kán idejétől egyre erőszakosabban kezdték terjeszteni a kereszténységet és a vezető tisztségekbe feltétlenül oroszhű tatár személyek kerültek. 1656-ban felkelés tört ki az orosz elnyomás ellen. A kánság utolsó uralkodója nő volt Fatima szultánasszony személyében. Halála után (1681) a kánságot beolvasztották az Orosz Birodalom közigazgatásába.

## A kánság etnikumai
A terület fő etnikuma a volgai tatár és annak etnográfiai csoportja a misar tatár volt. Ezenkívül nagy számban éltek a területen mordvinok és erzák (ez utóbbi szintén egy mordvin népcsoport).

## Társadalom
Az ország élén a kán állt, akit szultánnak is neveztek. Helyettese és kormányfője a vezír (tatárul karacsáj) volt. A főnemességet bégek (bejek) és murzák (hercegek) alkották.
A kiváltságos alsó réteget a murzák és bégek fiai, az immidasik, a bírák (kázik) és a hivatásos katonák (kozákok) képezték. A legalacsonyabb rangúak az udvari szolganépek (solymászok, lovászok stb.) voltak.
A mohamedán papságnak (a mulláknak), a Korán-tanítóknak (hafiziknek) és a népi tanítóknak is nagy befolyásuk volt, tekintettel arra, hogy az ország államvallása az iszlám volt (ebbe az orosz egyház és a cár sokáig nem szólt bele). Az országban dervisek is éltek.
A Kaszimovi Kánság adó- és hivatali rendszere fejlett volt. A köznépet kereskedők, kézművesek, kisbirtokosok és parasztok alkották.
A kánságban létezett a rabszolgaság intézménye, de nagyon korlátozott volt. A rabszolgák mindig más nemzetiségűek voltak, sosem helyiek. A 16. században a fővárosban még létezett rabszolgapiac.

## Vallás
Az államvallás az iszlám volt, de a kánság toleráns volt a másvallásúakkal szemben is, sőt gyakran menedéket nyújtott vallási okokból üldözött embereknek. Az 1570-es évektől már terjedni kezdett az ortodox keresztény vallás, így sok előkelő, köztük maga Szajn-Bulát is felvette a kereszténységet, s orosz nemesi címekhez jutottak. A kereszténység terjedésének hatására sokan kitelepültek az országból.

## Hadsereg
A kánság hadereje két csoportra oszlott: az egyik a hivatásos, képzett, állandó fegyveres erőt jelentő ún. kozákok (kazakok) voltak. A másik az irreguláris feudális kontingensek, amelyeket háború idején hívtak be. A kaszimovi segédcsapatok az akkori Oroszország szinte minden háborújában jelen voltak, amelyeket az állam Lengyelország, Litvánia, Svédország, a tatár népek, vagy esetleg az Oszmán Birodalom ellen vívott.
A 17. századtól megszűnt az állandó katonai erő az országban és a korábbi hivatásos harcosok kereskedőkké és kézművesekké váltak.

## Gazdaság
A kánság gazdaságát a földművelés, a méhészet (vadméhektől elszedett méz), prémvadászat és halászat jelentette. Folyt továbbá bortermelés, cserzőanyag és viasz előállítás, továbbá só- és aranykitermelés. A kézművesség igen fejlettnek volt mondható. Jelentős és kiváló szarvasmarha-tenyésztés is zajlott az országban.

## Lásd még
- Kaszim kánok listája